# ماکتان
ماکتان (انگلیسی: Mactan) جزیره ای پر جمعیت در نزدیکی جزیره سیبو در مرکز کشور فیلیپین است. این جزیره در استان سیبو قرار گرفته و دارای دو بخش است: شهر لاپو لاپو و کوردووا. تنگه ماکتان این جزیره را از جزیره سیبو جدا می‌کند و بر روی این کانال دو پل برای اتصال جاده‌ای جزیره به شهر سیبو ساخته شده است.
ماکتان یک جزیره مرجانی است و تنوع گونه‌های گیاهی و جانوران در آبهای اطراف آن زیاد است و بنابراین مقصد گردشگران است.

## تصاویری از ماکتان

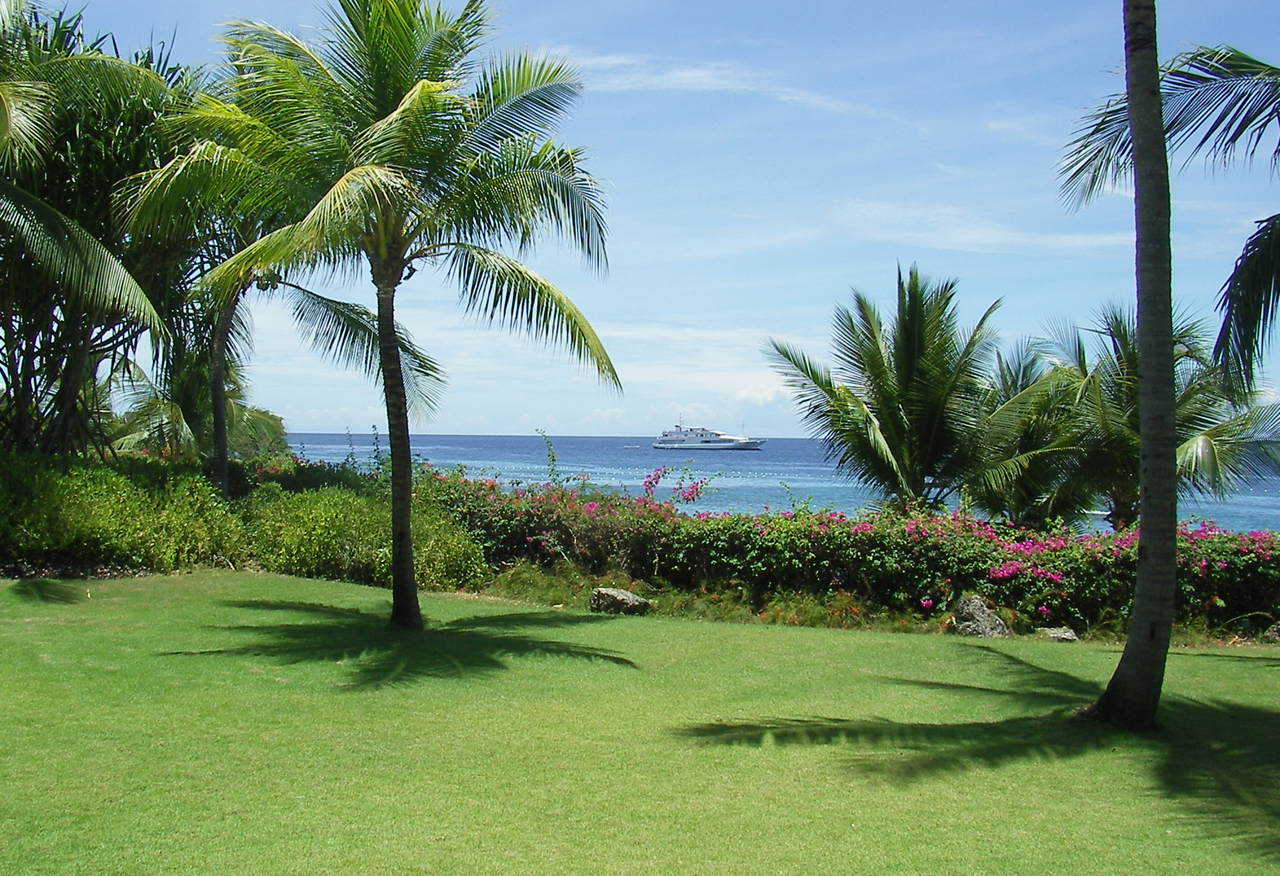
A view from a resort in Mactan where the sun is directly overhead at noon.
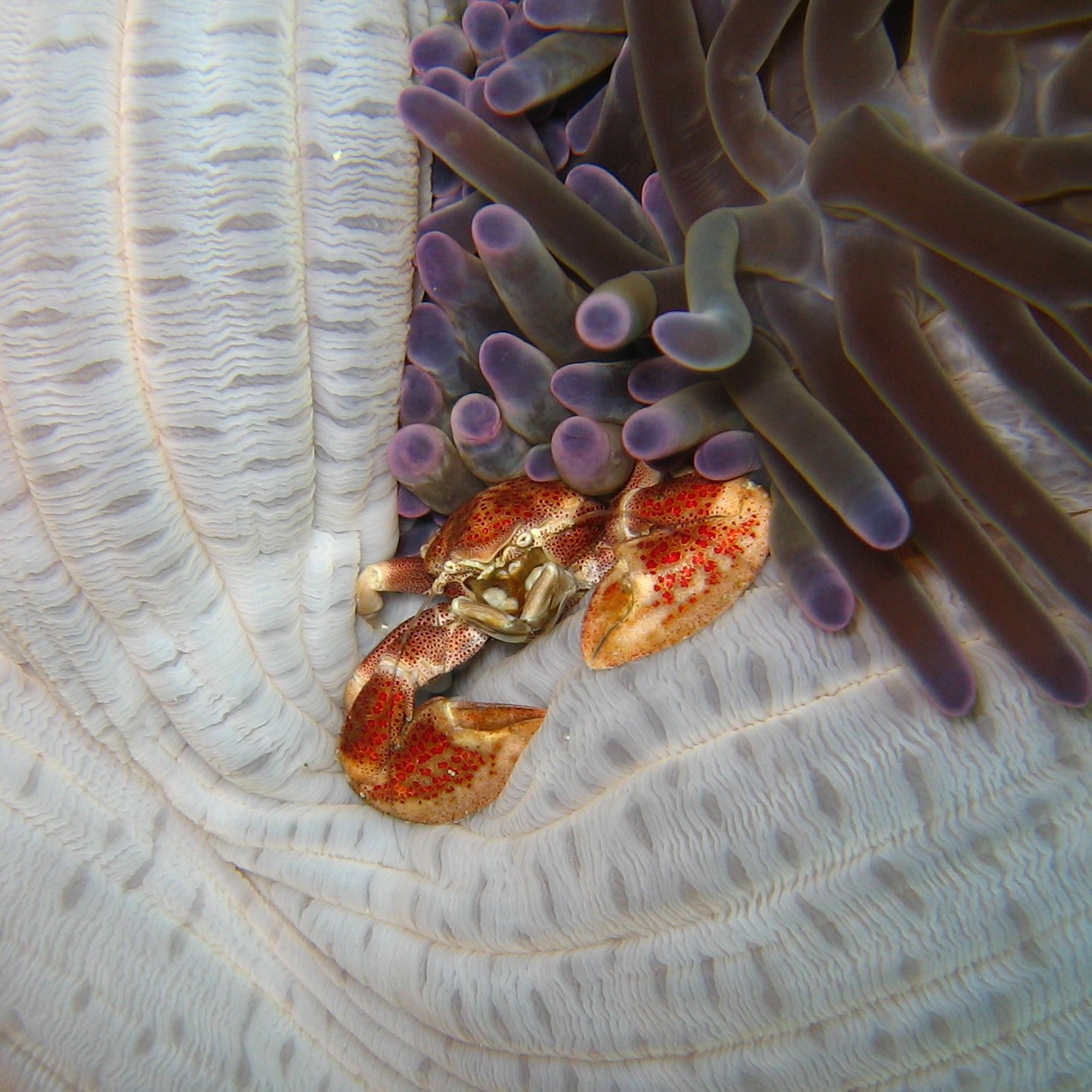
A crab in a sea anemone in Mactan
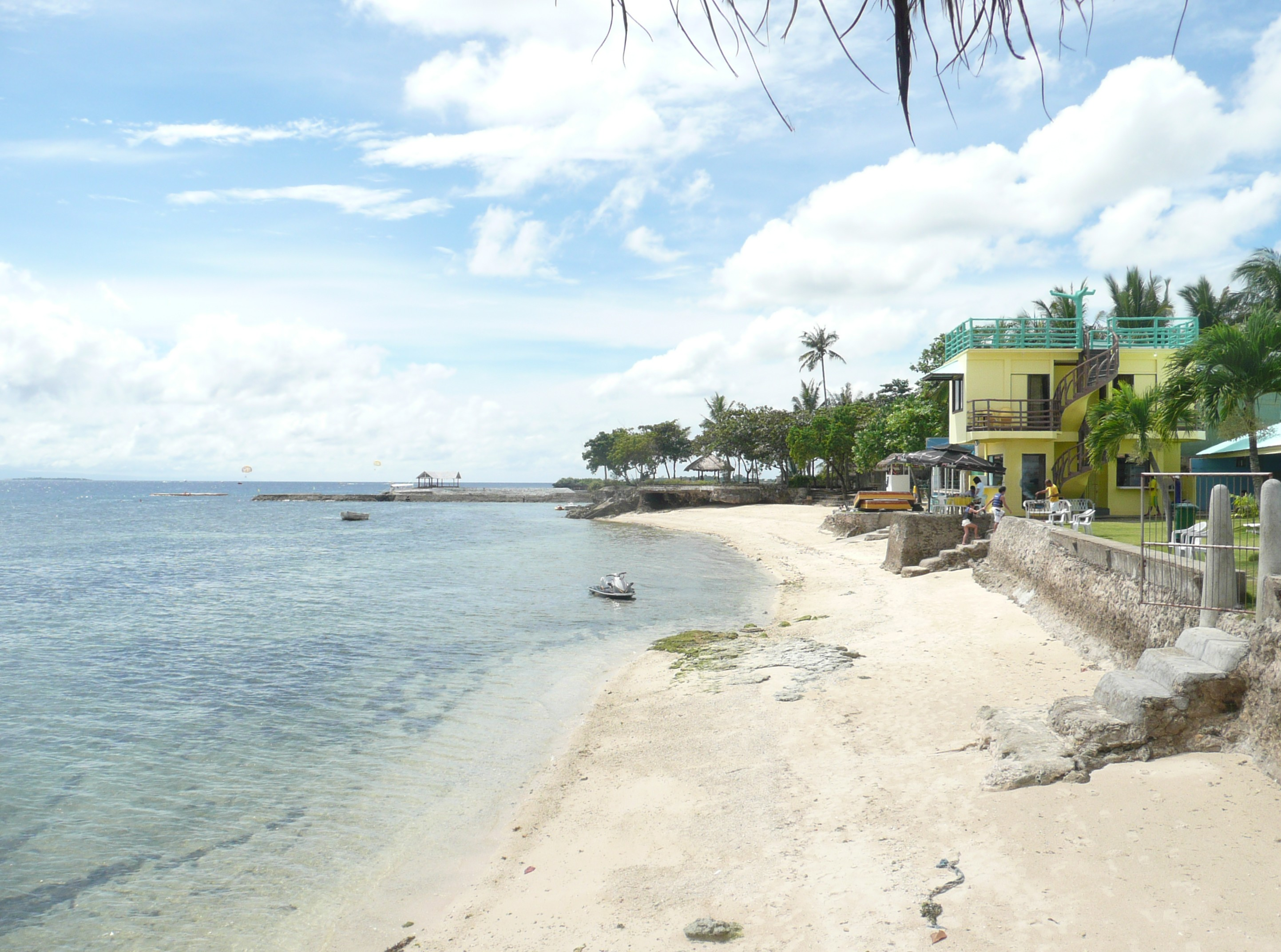
Mactan beach
Shangri-La Mactan Island ResortShangri-La Mactan Island Resort
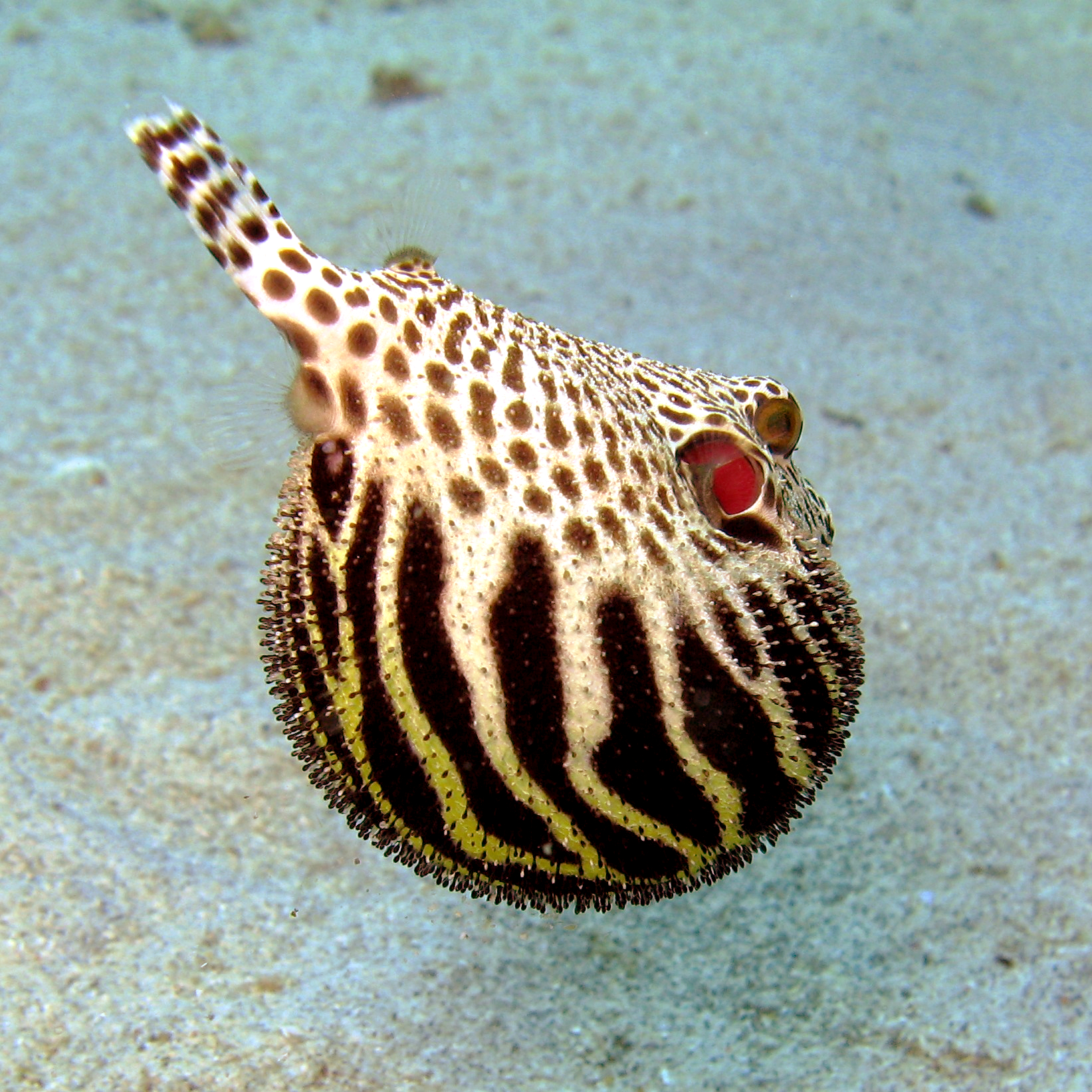
An Arothron stellatus in Mactan
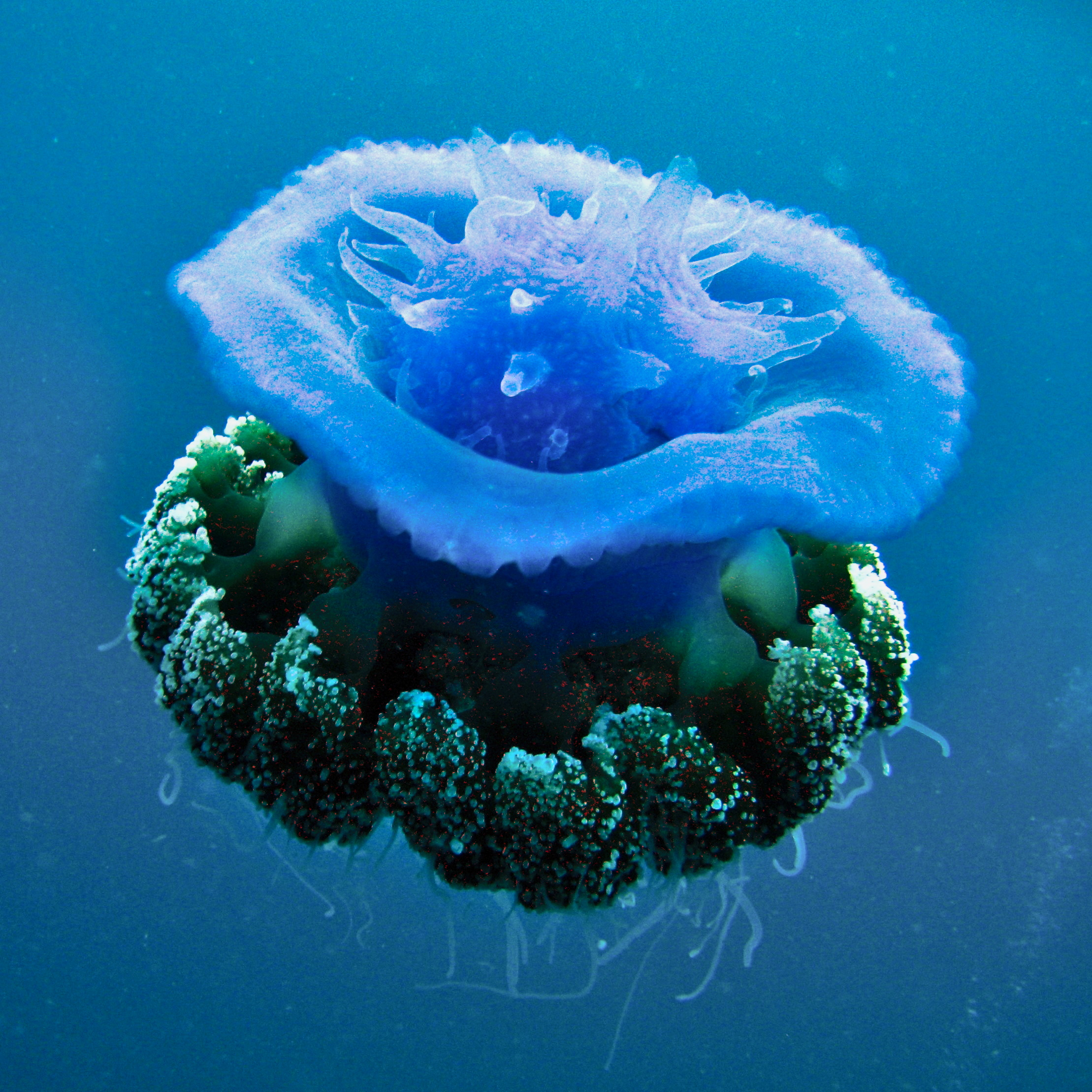
A Cephea jellyfish at Mactan